# Mafalda Arnauth
Teresa Mafalda Nunes Arnauth de Figueiredo (Lisboa, 4 de Outubro de 1974) é uma fadista portuguesa. É um dos nomes incontornáveis do “Novo Fado”. A sua carreira tem início em 1995, ao aceitar o convite de João Braga para participar num concerto seu no Teatro de São Luís em Lisboa.

## Biografia
Nascida em Lisboa, no dia 4 de Outubro de 1974, e formada em Medicina Veterinária pela Faculdade de Medicina Veterinária da Universidade de Lisboa, Mafalda Arnauth nunca exerceu o curso em que se formou, pois optou por uma carreira artística. 
O seu primeiro álbum, homónimo, “Mafalda Arnauth” (1999), foi aclamado pela crítica e distinguido com o Prémio Revelação pelo Jornal Blitz. Este sucesso repete-se no seus trabalhos seguintes, “Esta Voz que me Atravessa” (2001), “Encantamento” (2003) e “Diário” (2005), ambos saudados pela crítica e fãs e onde Mafalda ganha progressivamente relevo como autora e compositora.
Com “Flor de Fado” (2008) a fadista aumenta a projeção internacional e em 2009 participa no projeto de homenagem a José Carlos Ary dos Santos, “Rua da Saudade”, uma das suas principais referências. Em “Fadas” (2010), o seu sexto álbum, Mafalda presta homenagem às fadistas que mais influenciam a sua carreira e redescobre o prazer de cantar temas populares e tradicionais e levá-los a diferentes palcos.
Em 2013 Mafalda lançou o disco, Terra de Luz. O disco inclui um dueto com Hélder Moutinho e uma versão de uma música dos Heróis do Mar. “Partiu de Madrugada", com autoria de Nuno Figueiredo, é o single de apresentação do CD, cujo lançamento foi no dia 21 de Outubro de 2013.
No mesmo ano de 2013, Mafalda Arnauth canta com o cantautor italiano Mariano Deidda o tema «Mare Portoghese» — cuja letra é a tradução italiana do poema «Mar Português» de Fernando Pessoa — no album do próprio Mariano Deidda intitulado Mensagem, que homenageia o homónimo livro de Pessoa de 1934.

## Prémios e reconhecimento
O seu álbum homónimo ganhou o Prémio Revelação da revista Blitz e foi nomeado para os Globos de Ouro de 2000. 
A sua canção Meus Lindos Olhos, é uma das 150 canções, que constam na antologia, As Palavras das Canções, organizada por João Calixto, editada com o apoio da Sociedade Portuguesa de Autores. 

## Discografia
Entre a sua discografia encontram-se: 

### Álbuns de estúdio
- Mafalda Arnauth (1999)
- Esta voz que me atravessa (2001)
- Encantamento (2003)
- Talvez se Chame Saudade — Best Of (2005)
- Diário (2005)
- Flor de Fado (2008)
- Fadas (2010)
- Terra de Luz (2013)

### Outros
- Rua da Saudade (2009) — Tributo a Ary dos Santos